# Максимилиан фон Рехберг
Максимилиан Емануел Йохан Непомук Игнац Доминик Евстах Адам фон Рехберг (на немски: Maximilian Emanuel Johann Nepomuk Ignaz Dominik Eustach Adam Graf von Rechberg und Rothenlöwen zu Hohenrechberg; * 9 август 1736, Мюнхен; † 19 март 1819, Мюнхен) от благородническия швабски род Рехберг, е фрайхер, от 1810 г. граф фон Рехберг и Ротенльовен цу Хоенрехберг (при Швебиш Гмюнд) и също във Вюртемберг, кралски баварски таен съветник и оберстхофмайстер, наследствен член на камерата на господарите на съсловията в Кралство Вюртемберг (1819), наследствен маршал на манастир Елванген.

## Биография
Той е син на фрайхер Йохан Беро Ернст фон Рехберг (1697 – 1745) и съпругата му фрайин Мария Терезия Льош фон Хилгертсхаузен (1702 – 1766), дъщеря на фрайхер Максимилиан Феликс Льош фон Хилгертсхаузен (1669 – 1728) и графиня Мария Анна фон Тоеринг-Зеефелд (1677 – 1739).
От 1764 до 1765 г. се създава южно от дворец Донцдорф барокова дворцова градина. В началото на 19 век тя е преобразувана в днешния си вид като английска градина. В обградения със стена парк пред дворцовото езеро се намира един слънчев часовник.
На 25 октомври 1810 г. Максимилиан получава баварско подновяване на графското си съсловие като граф фон Рехберг и Ротенльовен цу Хоенрехберг, също във Вюртемберг (на 6 октомври 1810), в Донцдорф и други. Той е кралски баварски таен съветник и оберстхофмайстер, наследствен член на камерата на господарите на съсловията в Кралство Вюртемберг (1819), наследствен маршал на манастир Елванген.
Максимилиан Емануел умира на 82 години на 19 март 1819 г. в Мюнхен.

## Фамилия
Максимилиан Емануел фон Рехберг се жени на 17 октомври 1764 г. в Мюнхен за фрайин Валпурга Мария Терезия Геновефа фон и цу Зандицел (* 3 януари 1744, Мюнхен; † 4 септември 1818, Мюнхен), дъщеря на фрайхер Максимилиан Емануел Франц Йохан Поликарп Зандицел (* 1702) и графиня Максимилиана Мария Моравитцка фон Руднитц. Те имат 14 деца:
- Максимилиана Мария Йохана Непомуцена Валбурга Терезия Фелицитас (* 28 октомври 1765, Мюнхен; † 18 февруари 1788), омъжена на 26 април 1784 г. за граф Йозеф фон Тауфкирхен (* 7 юни 1752; † 18 февруари 1843), син на граф Йохан Йозеф фон Тауфкирхен (1675 – 1737) и фрайин Антония фон Нойхауз
- Алойз! Франц Ксавер Максимилиан Франц фон Паула фон Рехберг и Ротенльовен (* 18 септември 1766, Мюнхен; † 10 март 1849, Донцдорф), граф фон Рехберг и Ротенльовен цу Хоенрехберг, в Хоенрехберг, Донцдорф и др., 1787 г. дворцов съветник в Мюнхен, кралски баварски кемерер, таен съветник и държавен министер (1817), дипломат, имперски съветник на баварската корона, наследствен член на камерата на съсловията в Кралство Вюртемберг, женен в Регенсбург на 9 февруари 1797 г. за графиня Мария Анна фон Шлитц фон Гьортц (* 9 септември 1778, Берлин; † 11 май 1825, Мюнхен), дъщеря на дипломата граф Йохан Евстах фон Шлитц-Гьортц (1737 – 1821) и фрайин Каролина фон Уехтритц (1749 – 1809)
- Максимилиан (* 29 септември 1767; † 1 април 1768, Донцдорф)
- Йозеф! Мария Йохан Непомук Хиацинт Франц Ксавер Казимир Франц фон Паула фон Рехберг и Ротенльовен (* 3 март 1769, Донцдорф; † 27 март 1833, Мюнхен), баварски генерал-лейтенант и дипломат, комтур на Малтийския орден в Минделхайм
- Францискус Ксавериус! Йохан Непомук Алойз Хиацинт Норберт в. Речберг (* 5 юни 1770, Донцдорф; † 22 октомври 1841, Донцдорф), баварски таен съветник, домхер в Пасау и Регенсбург (1788 – 1803)
- Мария Хиацинта! Йозефа Терезия Йохана Непомуцена (* 15 август 1771, Мюнхен; † 19 юни 1854, Мюнхен), омъжена в Донцдорф на 28 август 1797 г. за фрайхер Франц фон Фраунберг-Алтен-Фраунберг († 28 април 1814)
- Мария Елизабет! Анселмина Фелицитас Йохана Непомуцена (* 24 септември 1772, Донцдорф; † 16 юни 1843, дворец Изарек), омъжена в Донцдорф на 28 август 1797 г. за граф Йозеф Баселет де ла Розе († 17 януари 1834, Изарек)
- Йохан Непомук Йозеф Мария Карл Йохан фом Кройц фон Рехберг и Ротенльовен (* 24 ноември 1773, Донцдорф; † 8 май 1817, Мюнхен), кралски баварски таен съветник и президент на генералната Форст-администрация, женен в Мюнхен на 1 февруари 1808 г. за графиня Юлия Барбиер фон Шрофенберг (* 30 юли 1778, Хегенхайм при Базел; † 8 юни 1853, Мюнхен), дъщеря на граф Лоренц Барбиер фон Шрофенберг и фрайин Клара Мария фон Шрофенберг
- Карл Мария Баптист Йохан Непомук Тадеус Блазиус фон Рехберг и Ротенльовен (* 2 февруари 1775, Донцдорф; † 6 януари 1847, Мюнхен), домхер в Аугсбург (1794), домхер във Фрайзинг (1795), домхер в Бриксен (1797 – 1830), баварски кеммерер и оберстхофмайстер, женен във Винцинген на 14 октомври 1830 г. за фрайин Хиполита дон Пелкховен (* 13 август 1813; † 22 януари 1895, Мюнхен), дъщеря на фрайхер Йохан Непомук фон Пелкховен и графиня Хиацинта фон Спрети
- Антониус! де Падуа Петер Йохан Непомук Феликс Йохан Баптист Панкрац Бернхард Юдас Тадеус фон Рехберг и Ротенльовен (* 13 май 1776, Донцдорф; † 4 януари 1837, Мюнхен), баварски генерал, женен в Мюнхен на 19 юли 1814 г. за графиня Казимира Мария Луиза Антоанета, графиня фон Форбах, фрайин фон Цвайбрюкен (* 20 декември 1787, Форбах; † 26 март 1846, Мюнхен), дъщеря на фрайхер граф Кристиан фон Цвайбрюкен[6]
- Бернхард Мария Фердинанд Анселм Йоханес Непомук Тадеус Панталеон (* 27 юли 1777, Донцдорф; † 1777)
- Теодор (* 26 януари 1779; † февруари 1779, Мюнхен)
- Вилибалд Хиацинт Йозеф Алойз Йохан Непомук Тадеус Никодемус (* 1 юни 1780, Вайсенщайн; † 30 декември 1849, Мюнхен), баварски дипломат, женен в Мюнхен на 27 август 1825 г. за графиня Фридерика Луиза фон Рехберг (* 5 март 1800; † 10 май 1883)
- Август Йозеф Георг Йохан Непомук Тадеус Гуидо фон Рехберг и Ротенльовен (* 11 септември 1783; † 15 април 1846, Мюнхен), президент на баварския обер-апелационен съд, женен в Минделхайм на 31 май 1831 г. за Мария Антоанета Франциска Шанценбах (* 14 юни 1795, Нойщат/Хардт; † 9 май 1877, Залцбург), дъщеря на Георг Михаел, рицар фон Шанценбах и фрайин Йозефина фон Хардунг